# Гернроде (Ајхсфелд)
Гернроде (њем. Gernrode) општина је у њемачкој савезној држави Тирингија. Једно је од 89 општинских средишта округа Ајхсфелд. Према процјени из 2010. у општини је живјело 1.678 становника. Посједује регионалну шифру (AGS) 16061037.

## Географски и демографски подаци
Гернроде се налази у савезној држави Тирингија у округу Ајхсфелд. Општина се налази на надморској висини од 250–300 метара. Површина општине износи 7,3 km². У самом мјесту је, према процјени из 2010. године, живјело 1.678 становника. Просјечна густина становништва износи 229 становника/km².

## Међународна сарадња
| Мјесто | Држава   | Врста сарадње | Од    |
| ------ | -------- | ------------- | ----- |
|        | Словачка | партнерство   | 1999. |
|        | Словачка | партнерство   | 2001. |
| Извор  |          |               |       |